# Кларк, Бобби
Роберт Эрл «Бобби» Кларк (англ. Robert Arl «Bobby» Clarke; 13 августа 1949, Флин-Флон, провинция Манитоба, Канада) — канадский хоккеист, центральный нападающий и капитан клуба НХЛ «Филадельфия Флайерз» в 1969—1984 годах. Двукратный обладатель Кубка Стэнли (1974 и 1975). После окончания карьеры хоккеиста — генеральный менеджер клуба.

## Биография

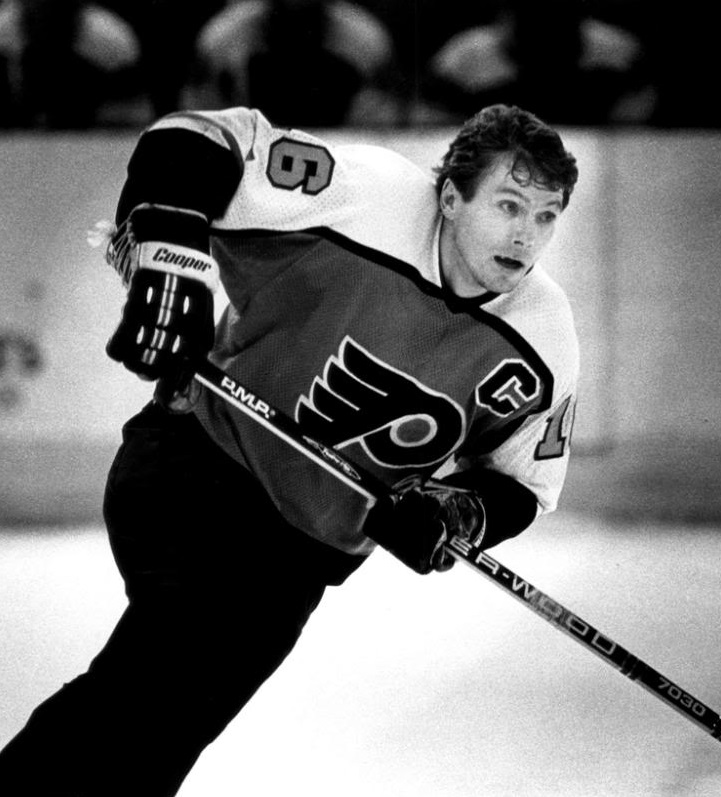
Бобби Кларк в составе «Филадельфия Флайерз» в 1983 году

Кларк Бобби родился в маленьком шахтёрском городке Флин-Флон и в детские годы не имел представления, что, несмотря на заболевание инсулинозависимым диабетом с 13 лет, станет одним из самых знаменитых игроков в истории Канады. 15 сезонов провёл в «Филадельфии», став символом клуба на все времена. В те годы новый тренер клуба Фрэд Широ, поклонник советской хоккейной школы, создал в «Филадельфии» тройку — Реджи «Винтовка» Лич — Билл Барбер — Бобби Кларк. Тройка, в понимании Широ, должна была определять игру команды. 

«Частые перемены игровых звеньев не дают хорошего результата, если вы не в „Монреаль Канадиенс“, и не имеете Курнуайе или Мориса Ришара, вам надо создавать своё новшество»
— отрывок из интервью Широ.

Бобби Кларк стал известен всему миру во время суперсерии 1972 года Канада — СССР.
В шестом матче в Москве Кларк нанёс травму Валерию Харламову и в СССР получил прозвище «убийца». Позже советская пресса дала ему прозвище «капитан Бандитов с Брод-стрит», после матча суперсерии 1976 года, когда ЦСКА проиграл единственный матч «Филадельфии», в которой, помимо Лича и Барбера, играли «Кувалда» Шульц и «Пёс» Келли. Фото лица Кларка без передних зубов украшало почти все газеты СССР.
В НХЛ к Кларку тоже было двойственное отношение. Кто-то считал его «бандитом», кто-то «гением». Но у Кларка в игре было только одно — это ненависть к противнику, неважно откуда он. Нападающий клуба «Торонто Мейпл Лифс» Рон Эллис вспоминает:

в играх против Советского Союза, Кларк и Фил Эспозито воодушевляли нас. Харламов, Якушев и Мальцев проносились мимо нас с Маховличем, словно ракеты. Кларк бился как дьявол, я был горд, что играю с ним в одной команде. У русских был Рагулин, только Кларк мог с ним справиться. Когда начался сезон, мы играли против Филадельфии. В одном из эпизодов Кларк нанёс мне серьёзное повреждение. Меня увезли со льда, я обратил внимание на лицо Бобби, на нем не было ни доли сожаления как у зверя, а буквально неделю назад мы играли в одной команде. В этом был Бобби Кларк.

Но несмотря на это, Кларк был и великим игроком, в регулярных сезонах за «Лётчиков» он набрал 1210 очков (385 шайб и 852 результативных передачи) в 1144 матчах. Кларк является рекордсменом клуба по матчам, набранным очкам, передачам и в матчах регулярного сезона, и в плей-офф. В 1982 году перед окончанием карьеры Кларк в составе сборной Канады принял участие в чемпионате мира в Финляндии. Даже присутствие в команде таких звёзд, как Уэйн Гретцки, Билл Барбер, Майк Гартнер, Дино Сиссарелли не помогло канадцам обыграть сборную СССР, с набирающей силу и славу пятёркой Игоря Ларионова. Кларк же в 9 матчах сумел набрать лишь одно очко.
После завершения карьеры игрока, Бобби Кларк становится самым молодым менеджером в истории НХЛ. Ничего особого при нём «Филадельфия» не добилась, в финале Кубка Стэнли «Лётчики» уступили «Детройт Рэд Уингз», в составе которых были старые знакомые Кларка — Игорь Ларионов и Вячеслав Фетисов. Долгое время, ходили слухи о том, что Кларк — единственный из всех менеджеров НХЛ, не желающий присутствия в клубе игроков из России. Сам Кларк опровергает эти слухи:

если бы я мог купить кого-то из России, то я бы хотел видеть в своей команде Харламова, Якушева и Третьяка, но увы игроков такого класса больше нет.
Хорошего мнения Кларк был о защитнике Дмитрии Юшкевиче.

## Достижения
- Участник восьми Матчей всех звёзд НХЛ (не сумел забросить в них ни разу). В 1976 году также был выбран, но не сыграл в матче всех звёзд

## Награды

### Спортивные
- Победитель Кубка Стэнли: 1974, 1975
- Обладатель приза Харт Трофи: 1973, 1975, 1976
- Обладатель приза Билл Мастертон Трофи: 1972
- Обладатель приза Лестер Пирсон Авард: 1974
- Приз имени Лу Марша (1975)
- Победитель Кубка Канады: 1976
- Бронзовый призёр чемпионата мира: 1982
- Обладатель приза Фрэнк Дж. Селки Трофи: 1983
- Член Зала хоккейной славы в Торонто: 1987
- Член Зала хоккейной славы Манитобы: 2000
- Член Зала спортивной славы Филадельфии: 2003
- Член Зала спортивной славы Канады: 2005

### Государственные
- Офицер ордена Канады (O.C.): 1981

## Образ в кино
В российском кинофильме «Легенда № 17» роль Бобби Кларка исполнил Андрей Рунцо.

## Статистика
| Легенда | Легенда                    | Легенда | Легенда                   | Легенда | Легенда    |
| ------- | -------------------------- | ------- | ------------------------- | ------- | ---------- |
| И       | Количество проведённых игр | Штр     | Штрафное время            | +/−     | Плюс-минус |
| Г       | Голы                       | П       | Голевые передачи          | О       | Очки       |
| -       | Статистика неизвестна      | —       | Статистика не учитывалась |         |            |